# Narok (hạt)
Hạt Narok là một hạt thuộc tỉnh Rift Valley ở Kenya. Theo điều tra dân số ngày 24 tháng 8 năm 1999, hạt này có dân số 365750 người. Hạt Narok có diện tích 15098 km². Hạt lỵ đóng tại Narok.